# Man on Fire (pel·lícula del 2004)
Man on Fire és una pel·lícula d'acció mexicana i nord-americana i un drama de l'any 2004, basada en la novel·la homònima de A. J. Quinnell (Q). La novel·la ja havia estat portada al cinema el 1987. Aquesta versió, dirigida per Tony Scott, va ser estrenada el 23 d'abril de 2004.
Denzel Washington interpreta a John Creasy, un oficial de la Marina dels EUA alcohòlic i exagent de la CIA, que treballa com a guardaespatlles de Lupita Ramos (Pita) (Dakota Fanning), una nena de nou anys, la qual és segrestada a Ciutat de Mèxic. El repartiment inclou Christopher Walken, Radha Mitchell, Giancarlo Giannini, Marc Anthony, Rachel Ticotin i Mickey Rourke.
Va ser estrenada als Estats Units el 23 d'abril de 2004, recaptant 22.751.490 dòlars. Fou la número 1 en el rànquing de taquilla d'aquell any. La pel·lícula es va estrenar en 2.980 sales de cinema, recaptant en total $77.911.774 dòlars a Nord Amèrica i $52.381.940 a la resta de països; en total, més de 130 milions de dòlars (130.293.714 dòlars) a tot el món). El seu pressupost fou de 70 milions de dòlars.

## Argument
Diversos segrestos de nens assoten la Ciutat de Mèxic, la qual cosa comporta un sentiment de pànic entre els ciutadans més adinerats. En un període de 6 dies, es duen a terme 24 segrestos, generant amb això que moltes famílies contractin guardaespatlles. Allí apareix John Creasy (Denzel Washington), qui visita a un vell amic, Paul Rayburn (Christopher Walken), que li proposa ser guardaespatlles d'una nena de nou anys, Lupita Ramos (Dakota Fanning). Creasy d'entrada no n'està interessat, però al final acaba acceptant a contracor. La família Ramos queda impressionada amb el currículum de Creasy, però el pare de la nena (Marc Anthony) el contracta sabent que és un alcohòlic, ja que això facilitaria els seus plans: dur a terme una simulació del segrest de la petita Pita. Lupita intenta fer amistat amb Creasy, però aquest amb va evitant les preguntes constants de la nena. Però poc a poc es va guanyant l'estimació de Creasy i s'estableix una tendra amistat entre ells. Una nit Creasy es vol suïcidar però l'arma no es dispara i ho veu com un senyal. Es guarda la bala.
El guardaespatlles substitueix als pares de Lupita quan aquests no hi són i, per exemple, aconsella i entrena A Pita per poder guanyar en una competició de natació. La nova raó per viure que ha trobat Creasy, queda frustrada quan en sortir ella de la seva classe de piano és segrestada, amb la intervenció de policies corruptes; ell en mata quatre però queda greument ferit. Els pares, desesperats amb el segrest, també accepten l'ajuda de la policia. En intentar pagar el rescat de Pita tot es complica amb una emboscada d'altres delinqüents i, entre d'altres, mor el nebot del responsable del segrest. Poc després, el segrestador comunica als pares que després d'aquesta mala jugada es trenquen les negociacions i que ja poden considerar morta a la nena. John Creasy, que sobreviu, en assabentar-se de la mort de la menor, i encara malferit, decideix matar a qualsevol que hagi estat involucrat en el segrest o qualsevol que se n'hagi beneficiat. Comença amb la matrícula d'un cotxe que els havia seguit dies enrere i que Pita va apuntar en el seu diari. Li demana a una periodista, Mariana García Guerrero, que el vol ajudar per aclarir qui hi ha darrera els segrests, que busqui al propietari de la matrícula. Aconsegueix l'adreça del propietari, Jorge González, un policia judicial; l'interroga torturant-lo i després el mata. Descobreix que darrera hi ha la confraria "La Hermandad", on hi ha també més policies corruptes. I té una altra adreça, el d'una discoteca a Nezahualcóyotl on hi ha un tal Carnicero.
Entra a la discoteca subornant al Carnicero i després l'amenaça amb una arma per arribar fins als responsables, un americà de Nova Jersey i una zeladora. Els interroga un a un i primer mata al Carnicero. L'americà li confessa que ells no tenen a la nena, que ells només són intermediaris, Els policies judicials amb Víctor Fuentes al davant eren els encarregats de segrestar la víctima per lliurar-la després a ells qui la passaven al grup del que anomenen "La Voz". Ells només rebien 200 dòlars cada setmana a través d'una targeta de crèdit, targeta que Creasy es queda. Després d'això, el mata. Però deixa en vida la dona, quan li diu que té una noia segrestada. Rescata la víctima i telefona a la periodista. També li dona la targeta de crèdit perquè segueixi investigant sobre qui hi ha darrera de tot això. La periodista és amiga d'un cap de la Interpol, Miguel Manzano, que també treballa en el tema dels segrestos, i aquest li passa dades de moviments dels diners. Creasy prepara la següent acció; capturar a Fuentes, tot i que Mariana li diu que té molta protecció. Dispara amb un bazuca als vehicles de l'escorta de Fuentes, mata a la resta i s'endú segrestat a Fuentes. L'interroga sota un pont i li diu que té una bomba a l'anus que explotarà en 5 minuts. Desesperat, li revela que és el cap de "La Hermandad", que han fet segrestos i s'han quedat amb diners. Però que en el cas del de Pita dels 10 milions del rescat només van trobar 2,5 milions a la bossa; la resta era paper. Li diu que els altres 7,5 milions que faltaven se'ls deuria quedar Ramos, el pare de Pita, i el seu l'advocat, Kalfus.
Creasy visita la residència de Kalfus, i el troba mort. Després, es dirigeix a la mansió de Ramos i aquest li confessa, amb la mare de Pita al davant, que ell i Kalfus havien planejat el segrest de Pita per així poder aconseguir diners per poder pagar deutes que li havien estat heretades de família. Ell pensava que Pita estaria fora de perill i per això ell havia assassinat a Kalfus. Creasy no el mata, però li deixa una bala, la bala amb la que ell es va voler suïcidar, perquè la utilitzi. Ramos es pega un tret al cap. L'endemà, Creasy visita a la propietària de la targeta, la dona de "La Voz", que viu amb el seu cunyat. Creasy enra a la casa, és ferit, però aconsegueix controlar la situació i els força perquè telefonin a "La Voz". Parla amb ell i li ofereix la seva família a canvi d'ell; per forçar-lo a venir li dispara un tret els dits del germà amb una escopeta retallada. Llavors "La Voz" li fa una altra proposta; té la nena encara amb vida: Pita a canvi del seu germà i de Creasy que, sabent que està molt ferit, accepta. Telefona a la mare de Pita perquè vagi al lloc de l'intercanvi. Pita és alliberada s'abraça a Creasy i aquest li diu que no es preocupi, que ell marxa a casa. Pita se'n va amb la seva mare i Creasy mor dins el cotxe dels homes de "La Voz". Més tard, el mateix dia, es veu una imatge de Manzano que localitza a "La Voz" i el mata en el tiroteig.

## Curiositats
HI ha un final alternatiu que està inclòs en els extres del llançament en DVD i Blu Ray, on es pot veure que Creasy arriba viu a la casa de La Voz. Després de xerrar una mica Creasy activa un cronòmetre i tot explota.
El personatge de Miguel Manzano va ser ofert a l'actor argentí Ricardo Darín, qui no va acceptar el paper. Els agents de Scott van intentar convèncer-ho innombrables vegades per trobar-se sempre amb un no rotund per part de Darín, qui després confessaria que no li agradava l'estereotip que tenia Hollywood sobre els llatinoamericans i per això no havia acceptat el paper. Finalment el paper el va fer Giancarlo Giannini.
La cinta fa algunes referències a Itàlia: Miguel Manzano va ser director d'Interpol a Roma i la dona i el germà de "La Voz" viuen a la "via Appia", una de les vies més importants de la Roma antiga.

## Producció
El director Tony Scott va tenir en compte una versió de la pel·lícula realitzada el 1983, moment en què Itàlia seguia sent un important centre de segrestos. El 1987 es va rodar una versió amb Scott Glenn. Michael Bay i Antoine Fuqua van ser la primera opció per dirigir la nova versió fins que Arnon Milchan, el productor de la pel·lícula de 1987, va preguntar a Scott si encara estava interessat en produir ell una versió, ja que Milchan encara era el propietari dels drets de la sèrie.
20th Century Fox volia que la pel·lícula es filmés a Itàlia. Un primer esborrany del guió de la pel·lícula es va establir a Nàpols. Scott va argumentar que si l'acció es traslladava a Itàlia caldria adaptar la pel·lícula, perquè a la dècada del 2000 els segrestos havien deixat de ser habituals a Itàlia. Ciutat de Mèxic es va convertir en l'escenari de la pel·lícula de 2004 ja que allà si eren freqüents, entre altres raons. Com a resultat, el personatge de Rika Balletto va passar a anomenar-se Lisa Martín Ramos, el de Pinta Balletto es va convertir en Lupita "Pita" Ramos i el de Ettore Balletto en Samuel Ramos. Originalment el paper de Creasy va ser ofert a Robert De Niro. Abans de la seva mort, Marlon Brando era l'opció per interpretar a Rayburn.

## Repartiment
| Actor              | Personatge                                  |
| ------------------ | ------------------------------------------- |
| Denzel Washington  | John Wayne Creasy                           |
| Dakota Fanning     | Lupita "Pita" Martín Ramos                  |
| Christopher Walken | Paul Rayburn                                |
| Radha Mitchell     | Lisa Martín Ramos                           |
| Marc Anthony       | Samuel Ramos                                |
| Giancarlo Giannini | Miguel Manzano                              |
| Rachel Ticotin     | Mariana García Guerrero                     |
| Mickey Rourke      | Jordan Kalfus                               |
| Jesús Ochoa        | Víctor Fuentes                              |
| Angelina Peláez    | Germana Anna                                |
| Roberto Insulsa    | Daniel Roses Sánchez "The Voice" ("La Voz") |
| Gero Camilo        | Aurelio Roses Sánchez                       |
| Mario Zaragoza     | Jorge González                              |
| Carmen Salines     | Vigilant dels segrestats                    |

Els germans Rosas Sánchez s'inspiren en dos famosos delinqüents mexicans: els germans Daniel Arizmendi López i Aurelio Arizmendi López.

### Recepció
La pel·lícula també va gaudir de gran èxit al mercat del vídeo domèstic dels Estats Units, recaptant més de $123 milions de dòlars en DVD i VHS de lloguer i venda als Estats Units.
Va rebre crítiques mixtes i té una qualificació de 39 % en el lloc web especialitzat Rotten Tomatoes, basat en 161 opinions amb una mitja qualificació de 5,2 sobre 10. El consens assegura: "Home en flames comença bé, però passa per sobre en una segona meitat molt violenta". La pel·lícula també té una puntuació de 47 sobre 100 en el lloc web Metacritic, basat en 36 opinions.
La interpretació de l'actriu Dakota Fanning va ser una de les més elogiades per grans crítics del cinema.
Paul Davies, en un article, va dir que la recepció crítica als Estats Units va ser més negativa perquè no els va agradar la manera de fer de Creasy. Davies sosté que "la majoria dels crítics no veuen que Creasy no és un sàdic en els homicidis"; mata per obtenir informació i arribar a totes les persones involucrades en el segrest de Pita Ramos.
A. J. Quinnell, l'autor del llibre, li agradà l'adaptació, sobretot perquè utilitza moltes línies originals del llibre.
Va afegir que a pesar que en general no li agraden les adaptacions cinematogràfiques de llibres, en aquest cas els guionistes van fer una bona feina; i destaca que li va encantar la química entre Creasy i la nena (...) Quan vaig sentir que Denzel (Washington) faria el paper de Creasy, vaig tenir dubtes, però va interpretar la seva part brillantment. La pel·lícula és violenta i si la ira no és interpretada correctament, el resultat pot ser terrible". Kevin Freese, de l'Oficina d'Estudis Militars Estrangers, va declarar que "sembla que l'al·lusió" dels germans Sánchez ficticis amb els reals germans Arizmendi "va escapar de la comprensió de gran part de l'audiència".

### Premis i Nominacions
| Any  | Premi                                | Categoria                             | Candidat(a)       | Resultat  |
| ---- | ------------------------------------ | ------------------------------------- | ----------------- | --------- |
| 2004 | Golden Schmoes Awards                | Millor Actriu de Repartiment de l'Any | Dakota Fanning    | Nominat   |
| 2005 | BMI Film & TV Awards                 | Premio IMC Film Music                 | Man on Fire       | Guanyador |
| 2005 | Premis de la Crítica Cinematogràfica | Millor Actriu jove                    | Dakota Fanning    | Nominat   |
| 2005 | Golden Tràiler Awards                | Millor pel·lícula d'acció             | Man on Fire       | Nominat   |
| 2005 | Golden Tràiler Awards                | Millor pel·lícula d'acció - Drama     | Man on Fire       | Nominat   |
| 2005 | NAACP Image Awards                   | Millor Pel·lícula excepcional         | Man on Fire       | Nominat   |
| 2005 | NAACP Image Awards                   | Millor Actor                          | Denzel Washington | Nominat   |
| 2005 | Young Artist Awards                  | Millor Actriu jove                    | Dakota Fanning    | Nominat   |